# Xylophanes barbuti
Xylophanes barbuti là một loài bướm đêm thuộc họ Sphingidae. Nó được tìm thấy ở Ecuador và Peru.
Sải cánh dài 84–93 mm. 
Con trưởng thành có thể bay quanh năm.
Ấu trùng có thể ăn Psychotria panamensis, Psychotria nervosa và Pavonia guanacastensis.